# Sotoserrano
Sotoserrano és un municipi del sud de la província de Salamanca, enclavat a plena "Sierra de Francia Baja" i pertanyent al "Parque Natural de las Batuecas", a la comunitat autònoma de Castella i Lleó, Espanya.
La festa major és el dia 31 d'agost i el Sant és Sant Ramon nonat.

## Topònim
El nom de Sotoserrano o "El Soto", com també se'l coneix, procedeix del llatí saltus, lloc boscós, referint-se, precisament, a les seves espesses muntanyes, que en altres temps estigueren cobertes de vegetació frondosa com l'alzina surera, castanyers i roures, entre d'altres.

## Història
PREHISTÒRIA
EL PALEOLÍTIC
El terme de Sotoserrano va estar habitat ja en època prehistòrica. Així ho confirma els estris de quarsita trobats a la riba del riu Alagón i que es remunten al Paleolític Inferior, al voltant dels 100.000 anys d'antiguitat. Corresponent a una època posterior, concretament al Neolític, són diverses destrals de pedra polides trobades en el terme.
EDAT ANTIGA (SEGLES I-V)
ÈPOCA ROMANA
Els romans arribaren a aquestes terres cap al segle I a. C., a jutjar pel descobriment, al pago de La Viña, d'una medalla amb l'efígie d'Agripa. Aquest era gendre de l'emperador August (27 aC- 14 dC) i va ser cònsol romà ordinari, per tercera vegada, l'any 27 aC. Hi ha, a més a més, restes de murs, pertanyents, possiblement, a un temple.
Altres vestigis de la presència romana en terres de Sotoserrano, venen determinades pel traçat d'una antiga calçada que, començant a la Vía de la Plata, a l'altura de Aldeanueva del Camino, discorria, per Abadía, encara dintre d'Extremadura, penetrant, després, a la província de Salamanca. En arribar als terrenys de Sotoserrano es conserva d'aquesta calçada el pont romà de vuit ulls.

## Ubicació
Sotoserrano o "El Soto", població integrada dintre de la comarca de la "Sierra de Francia Baja", està situat al sud de la província de Salamanca, molt a prop de la confluència dels rius Alagón i Cuerpo de Hombre i a només 522 metres de latitud sobre el nivell del mar. Està allunyat de Salamanca, capital de la província, per 99 km. El terme de la dita localitat té una extensió de 5759 hectàrees, sent, després del terme de La Alberca, el més extens de tota la Sierra de Francia.
El terme municipal, limita amb els municipis, al sud de Valdelageve, a l'oest amb Herguijuela de la Sierra, al Nord amb Cepeda i a l'Est amb Miranda del Castañar y Pinedas. Reguen el territori de Sotoserrano diferents cursos d'aigua, dels que, per la seva major entitat, cal citar els rius següents: Alagón, Francia y Cuerpo de Hombre, cosa que facilita la vegetació mediterrània.

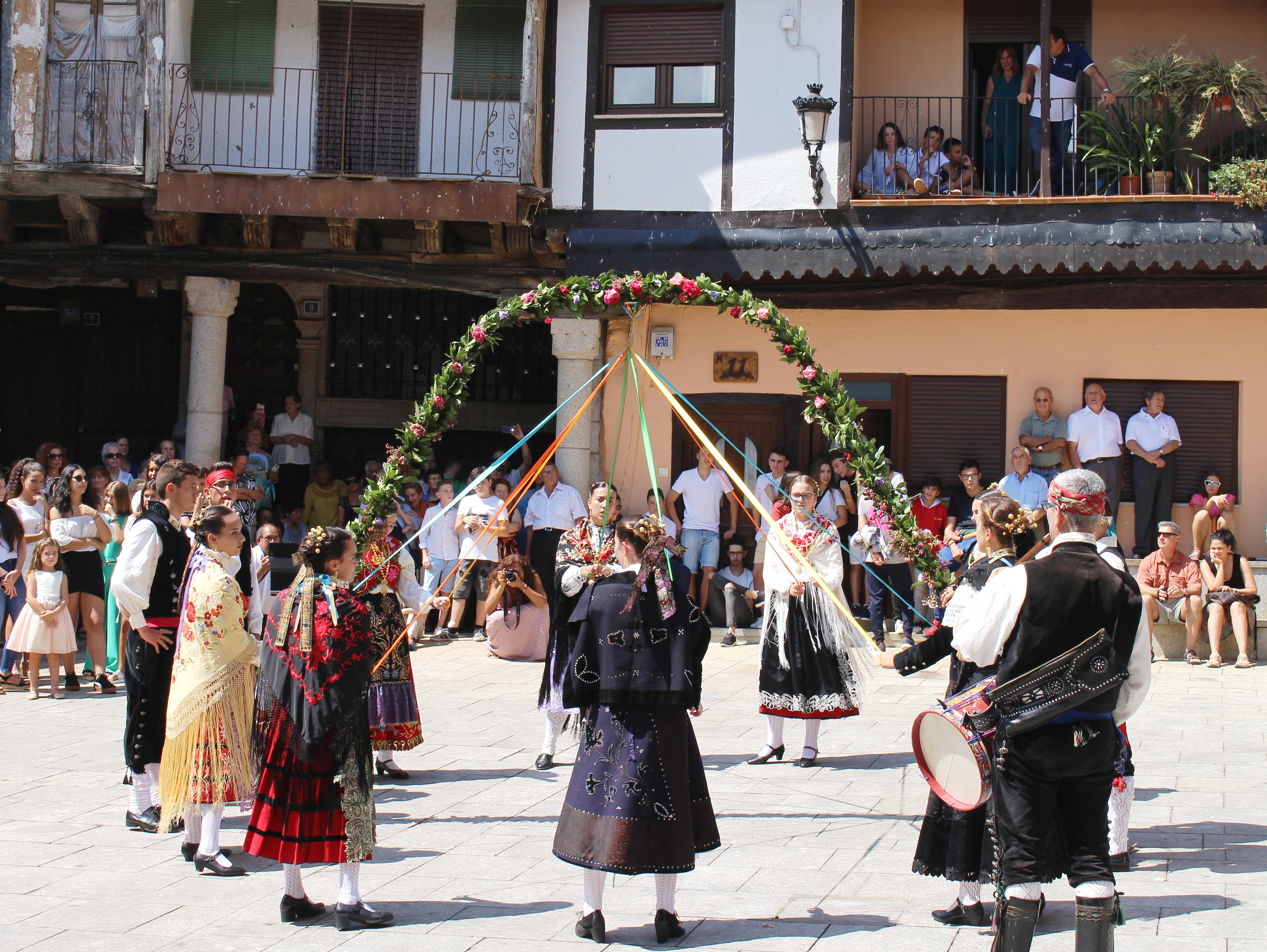
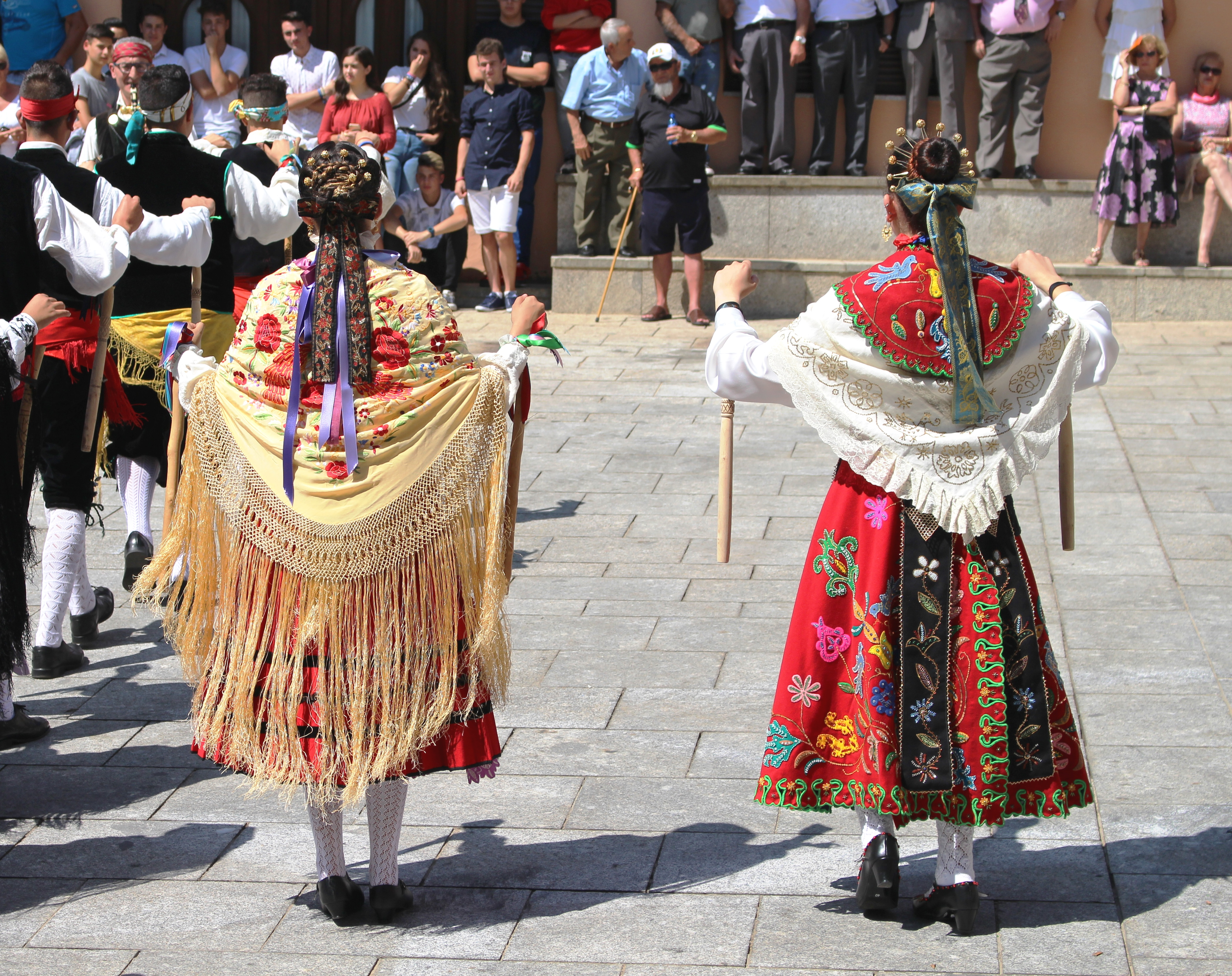
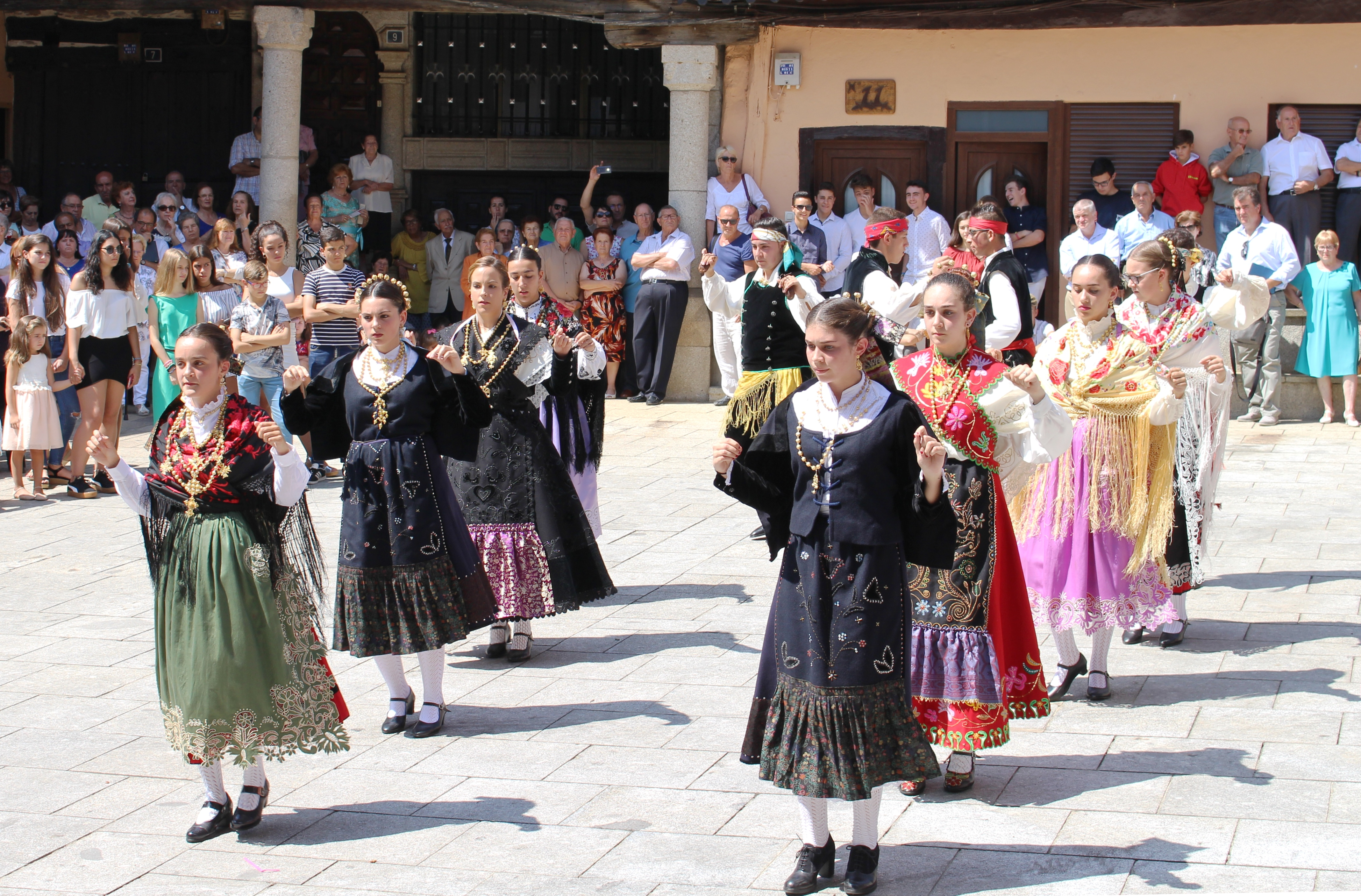

## Demografia
| 1991 | 1996 | 2001 | 2004 |
| ---- | ---- | ---- | ---- |
| 811  | 716  | 702  | 712  |